# Slovenska ljudska stranka
Slovinská lidová strana (Slovenska ljudska stranka; SLS) je slovinská středopravá politická strana, která je členem Evropské lidové strany. Od května 1988 do února 1990 nesla strana označení Slovinský selský svaz (Slovenska kmečka zveza; SKZ), od února 1990 do června 1992 Slovinský selský svaz – Lidová strana (Slovensko kmečko zvezo–Ljudsko stranko).

## Vývoj strany
Strana byla založena v roce 1988 jako první demokratická strana po druhé světové válce pod názvem Slovinský selský svaz. SKZ byla členským subjektem koalice DEMOS, který zvítězil v prvních svobodných volbách v roce 1990. Ve stejném roce strana upravila svůj název na Slovinský selský svaz – Lidovou stranu. V roce 1992 pak převzala název historické Slovinské lidové strany, jejímž skutečným pokračovatelem byli Slovinští křesťanští demokraté.
V letech 1992 až 1997 byla SLS opozicí vůči kabinetům Janeze Drnovšeka. V roce 1997 však SLS vstoupila do vládní koalice, kde fakticky působila jako vnitřní opozice. Předsedou Státního shromáždění byl ve druhém volebním období Státního shromáždění zástupce SLS Janez Podobnik. Příležitosti se chopila Sociálnědemokratická strana Slovinska, která se rozhodla vyjádřit Drnovšekovi konstruktivní nedůvěru, do funkce nového premiéra byl vybrán ekonom Andrej Bajuk. Bajuk dostal důvěru až ve třetím kole hlasování, když pro něj hlasovali dva blíže neznámí poslanci z levicového tábora. Pozice Bajukovy vlády nebyla vůbec jednoduchá a jediné téma, na kterém se koaliční strany shodly, byla čistka ve státním aparátu a státních podnicích. Rozpory uvnitř sloučené SLS+SKD vyústily v odchod části členů – včetně premiéra Bajuka – a vznik nové křesťanskodemokratické strany: Nové Slovinsko – Křesťanská lidová strana (NSi).
Ve volbách v roce 2000 utrpěla SLS+SKD porážku, když se počet jejích poslanců snížil z 19 na pouhých devět. Po volbách v roce 2000 vstoupila strana do koaliční vlády s Liberální demokracií a Sjednocenou kandidátkou sociálních demokratů. Po zvolení Drnovšeka prezidentem se premiérem stal Anton Rop a SLS+SKD vládu opustila.
Po volbách v roce 2004 vstoupila SLS+SKD do koalice s Janšovou Slovinskou demokratickou stranou. Po volbách v roce 2008 se rýsovalo další setrvání ve vládě – tentokrát se Sociálními demokraty, ale SLS se po vnitrostranickém hlasování rozhodla odejít do opozice.

## Zástupci strany

### Předsedové
- Ivan Oman (1988–1992)
- Marjan Podobnik (1992–2000)
- Franc Zagožen (2000–?)
- Franc But (?–2003)
- Janez Podobnik (2003–2007)
- Bojan Šrot (2007–2009)
- Radovan Žerjav (od 2009)